# Comuna Luhanka, Petrove
Luhanka (în ucraineană Луганка) este o comună în raionul Petrove, regiunea Kirovohrad, Ucraina, formată din satele Bratske și Luhanka (reședința).

## Demografie
Componența lingvistică a comunei Luhanka
     Ucraineană (93,56%)
     Rusă (3,66%)
     Română (1,26%)
     Alte limbi (0,13%)
Conform recensământului din 2001, majoritatea populației comunei Luhanka era vorbitoare de ucraineană (93,56%), existând în minoritate și vorbitori de rusă (3,66%) și română (1,26%).